# 歐文斯韋爾斯 (密西西比州)
歐文斯韋爾斯（英語：Owens Wells）是位於美國密西西比州霍爾姆斯縣的非建制地區。

## 歷史
歐文斯韋爾斯的郵局於1889年設立，其後於1919年停運。

## 地理
歐文斯韋爾斯所處的海拔為高於海平面89米（即292英呎），而該地所採用的時區為UTC-6，即北美中部時區（CST）。同時該地設有夏令時間，為UTC-6調快一小時，即UTC-5（CDT）。